# NGC 7821
NGC 7821 é uma galáxia espiral (Sc) localizada na direcção da constelação de Cetus. Possui uma declinação de -16° 28' 35" e uma ascensão recta de 0 horas, 05 minutos e 16,5 segundos.
A galáxia NGC 7821 foi descoberta em 1886 por Ormond Stone.